# Breeders Crown Open Trot
| 2YO Filly Trot |  | 2YO Colt & Gelding Trot |  | 3YO Filly Trot |  | 3YO Colt & Gelding Trot |  | Open Mare Trot |  | Open Trot |

Breeders Crown Open Trot är ett årligt travlopp i Breeders Crown-serien för 4-åriga och äldre varmblodiga travhästar. Loppet är ett sprinterlopp över 1609 meter och körs på olika travbanor i USA och Kanada. Förstapris är 250 000 amerikanska dollar.
I 2014 års upplaga blev Örjan Kihlström den första svenska kusken att vinna loppet då han segrade med svenskfödde Commander Crowe. 2017 års upplaga vanns av det femåriga stoet Hannelore Hanover, detta var första gången sedan Moni Maker 1998 som ett sto segrade i loppet.

## Vinnare
| År   | Häst              | Ålder | Kusk                    | Tränare                 | Tid    |
| ---- | ----------------- | ----- | ----------------------- | ----------------------- | ------ |
| 2023 | Southwind Tyrion  | 5     | Åke Svanstedt           | Åke Svanstedt           | 1:52.2 |
| 2022 | Ecurie D.         | 6     | Åke Svanstedt           | Åke Svanstedt           | 1:51.0 |
| 2021 | Ecurie D.         | 5     | Åke Svanstedt           | Åke Svanstedt           | 1:52.0 |
| 2020 | Gimpanzee         | 4     | Brian Sears             | Marcus Melander         | 1:51.3 |
| 2019 | Bold Eagle        | 8     | Brian Sears             | Sébastien Guarato       | 1:52.0 |
| 2018 | Homicide Hunter   | 6     | George Napolitano Jr    | Chris Oakes             | 1:52.3 |
| 2017 | Hannelore Hanover | 5     | Yannick Gingras         | Ron Burke               | 1:52.1 |
| 2016 | Flanagan Memory   | 6     | Brian Sears             | Rene Dion               | 1:52.1 |
| 2015 | Creatine          | 5     | Johnny Takter           | Jimmy Takter            | 1:52.4 |
| 2014 | Commander Crowe   | 11    | Örjan Kihlström         | Fabrice Souloy          | 1:51.0 |
| 2013 | Market Share      | 4     | Tim Tetrick             | Linda Toscano           | 1:51.0 |
| 2012 | Chapter Seven     | 4     | Tim Tetrick             | Linda Toscano           | 1:52.3 |
| 2011 | San Pail          | 7     | Randy Waples            | Rod Hughes              | 1:51.4 |
| 2010 | Enough Talk       | 7     | Ronald Pierce           | Peter Kleinhans         | 1:52.0 |
| 2009 | Lucky Jim         | 4     | Andy Miller             | Julie Miller            | 1:52.1 |
| 2008 | Corleone Kosmos   | 6     | John Campbell           | Darren McCall           | 1:51.4 |
| 2007 | Equinox Bi        | 6     | Trevor Ritchie          | Jan Nordin              | 1:52.0 |
| 2006 | Sand Vic          | 5     | Brian Sears             | Trond Smedshammer       | 1:52.3 |
| 2005 | Mr. Muscleman     | 5     | Ronald Pierce           | Mike Vanderkemp         | 1:52.0 |
| 2004 | H P Paque         | 7     | Brian Sears             | Trond Smedshammer       | 1:52.2 |
| 2003 | Fool's Goal       | 8     | Jack Moiseyev           | James F. Doherty        | 1:52.4 |
| 2002 | Fool's Goal       | 7     | Jack Moiseyev           | Jim Doherty             | 1:51.3 |
| 2001 | Varenne           | 6     | Giampaolo Minnucci      | Jori Turja              | 1:51.1 |
| 2000 | Magician          | 5     | David Miller            | Earl Cruise             | 1:53.1 |
| 1999 | Supergrit         | 6     | Ronald Pierce           | Carl Conte, Jr.         | 1:53.1 |
| 1998 | Moni Maker        | 5     | Wally Hennessey         | Jimmy Takter            | 1:52.3 |
| 1997 | Westgate Crown    | 6     | John Campbell           | G. R. "Raz" MacKenzie   | 1:52.4 |
| 1996 | CR Kay Suzie      | 4     | Rod Allen               | Carl Allen              | 1:52.3 |
| 1995 | Panifesto         | 5     | Luc Ouellette           | William Robinson        | 1:56.1 |
| 1994 | Pine Chip         | 5     | John Campbell           | Charles Sylvester       | 1:55.2 |
| 1993 | Earl              | 4     | Chris Christoforou, Jr. | Chris Christoforou, Sr. | 1:56.0 |
| 1992 | No Sex Please     | 7     | Ron Waples              | Ron Waples              | 1:56.4 |
| 1991 | Billyjojimbob     | 4     | Paul MacDonell          | Mike Wade               | 1:57.4 |
| 1990 | No Sex Please     | 5     | Ron Waples              | Ron Waples              | 1:55.0 |
| 1989 | Delray Lobell     | 4     | John Campbell           | Art Wirsching           | 1:57.2 |
| 1988 | Mack Lobell       | 4     | John Campbell           | Charles Sylvester       | 1:56.0 |
| 1987 | Sugarcane Hanover | 4     | Ron Waples              | James W. Simpson        | 1:54.3 |
| 1986 | Nearly Perfect    | 6     | Myles McNichol          | Joe Caraluzzi           | 1:57.2 |
| 1985 | Sandy Bowl        | 4     | John Campbell           | Sören Nordin            | 1:56.3 |